# A Ferencvárosi TC 1957-es szezonja
A Ferencvárosi TC 1957-es szezonja szócikk a Ferencvárosi TC első számú férfi labdarúgócsapatának egy szezonjáról szól, mely összességében és sorozatban is az 55. idénye volt a csapatnak a magyar első osztályban. A klub fennállásának ekkor volt az 58. évfordulója.

## Mérkőzések
| Színmagyarázat | Színmagyarázat |
| -------------- | -------------- |
|                | Győzelem.      |
|                | Döntetlen.     |
|                | Vereség.       |

### NB 1 1957
| 1. forduló 1957. március 17. |

| Ferencváros                | 3 – 0               | SZEAC |
| -------------------------- | ------------------- | ----- |
| Kertész 18' 76' Borsos 77' | (1 – 0) Jegyzőkönyv |       |

| Üllői út, Budapest Nézőszám: 20 000 Játékvezető: Dorogi Andor (magyar) |

| 2. forduló 1957. március 24. |

| Dorogi AC | 0 – 1               | Ferencváros |
| --------- | ------------------- | ----------- |
|           | (0 – 1) Jegyzőkönyv | Láng 44'    |

| Esztergom Nézőszám: 12 000 Játékvezető: Nagy Lajos (magyar) |

| 3. forduló 1957. március 31. |

| Ferencváros             | 3 – 2               | Salgótarjáni BTC         |
| ----------------------- | ------------------- | ------------------------ |
| Láng 16' Borsos 60' 74' | (1 – 1) Jegyzőkönyv | Csáki 43' 85' (11-esből) |

| Népstadion, Budapest Nézőszám: 65 000 Játékvezető: Angyal Károly (magyar) |

| 4. forduló 1957. április 7. |

| Ferencváros          | 2 – 2               | Csepel SC               |
| -------------------- | ------------------- | ----------------------- |
| Orosz 40' Ombódi 68' | (1 – 1) Jegyzőkönyv | Tóth 20' Keszthelyi 60' |

| Népstadion, Budapest Nézőszám: 50 000 Játékvezető: Zsolt István (magyar) |

| 5. forduló 1957. április 14. |

| Tatabányai Bányász | 0 – 0               | Ferencváros |
| ------------------ | ------------------- | ----------- |
|                    | (0 – 0) Jegyzőkönyv |             |

| Városi Stadion, Tatabánya Nézőszám: 18 000 Játékvezető: Balla Károly (magyar) |

| 6. forduló 1957. április 28. |

| Vasas      | 1 – 1               | Ferencváros  |
| ---------- | ------------------- | ------------ |
| Raduly 30' | (1 – 0) Jegyzőkönyv | Fenyvesi 50' |

| Népstadion, Budapest Nézőszám: 80 000 Játékvezető: Balla Gyula (magyar) |

| 7. forduló 1957. május 12. |

| Újpesti Dózsa    | 2 – 1               | Ferencváros |
| ---------------- | ------------------- | ----------- |
| Aspirány 21' 31' | (2 – 1) Jegyzőkönyv | Orosz 15'   |

| Népstadion, Budapest Nézőszám: 55 000 Játékvezető: Zsolt István (magyar) |

| 8. forduló 1957. május 19. |

| MTK                   | 1 – 0               | Ferencváros |
| --------------------- | ------------------- | ----------- |
| Lantos 71' (11-esből) | (0 – 0) Jegyzőkönyv |             |

| Népstadion, Budapest Nézőszám: 60 000 Játékvezető: Balla Gyula (magyar) |

| 9. forduló 1957. május 5. |

| Haladás VSE        | 2 – 0               | Ferencváros |
| ------------------ | ------------------- | ----------- |
| Polgár 44' Pál 72' | (1 – 0) Jegyzőkönyv |             |

| Rohonci úti stadion, Szombathely Nézőszám: 6 000 Játékvezető: Dankó György (magyar) |

| 10. forduló 1957. június 2. |

| Ferencváros                  | 3 – 0               | Pécs Baranya |
| ---------------------------- | ------------------- | ------------ |
| Fenyvesi 34' 42' Dalnoki 87' | (2 – 0) Jegyzőkönyv |              |

| Népstadion, Budapest Nézőszám: 35 000 Játékvezető: Dankó György (magyar) |

| 11. forduló 1957. június 8. |

| Ferencváros  | 2 – 1               | Budapesti Honvéd |
| ------------ | ------------------- | ---------------- |
| Orosz 5' 37' | (2 – 1) Jegyzőkönyv | Tichy 16'        |

| Népstadion, Budapest Nézőszám: 35 000 Játékvezető: Rozsnyai József (magyar) |

#### Végeredmény
| #  | Csapat               | J  | Gy | D | V | Rg | Kg | Gk  | P  | Megjegyzés                                           |
| -- | -------------------- | -- | -- | - | - | -- | -- | --- | -- | ---------------------------------------------------- |
| 1  | Vasas SC             | 11 | 7  | 3 | 1 | 36 | 14 | +22 | 17 | Bajnok, 1957–1958-as BEK, 1957-es közép-európai kupa |
| 2  | MTK                  | 11 | 8  | 0 | 3 | 31 | 16 | +15 | 16 | 1957-es közép-európai kupa                           |
| 3  | Újpesti Dózsa        | 11 | 6  | 2 | 3 | 18 | 12 | +6  | 14 |                                                      |
| 4  | Ferencváros          | 11 | 5  | 3 | 3 | 16 | 11 | +5  | 13 |                                                      |
| 5  | Csepel SC            | 11 | 5  | 3 | 3 | 18 | 18 | 0   | 13 |                                                      |
| 6  | Salgótarjáni BTC     | 11 | 4  | 4 | 3 | 28 | 23 | +5  | 12 |                                                      |
| 7  | Pécs Baranya         | 11 | 5  | 2 | 4 | 7  | 12 | -5  | 12 |                                                      |
| 8  | Tatabányai Bányász   | 11 | 3  | 4 | 4 | 13 | 16 | -3  | 10 |                                                      |
| 9  | Dorogi AC            | 11 | 4  | 2 | 5 | 14 | 21 | -7  | 10 |                                                      |
| 10 | Szegedi EAC          | 11 | 1  | 4 | 6 | 13 | 25 | -12 | 6  |                                                      |
| 11 | Bp. Honvéd SE        | 11 | 1  | 3 | 7 | 19 | 27 | -8  | 5  |                                                      |
| 12 | Szombathelyi Haladás | 11 | 1  | 2 | 8 | 14 | 32 | -18 | 4  |                                                      |

### Magyar kupa
(előzményét lásd az 1956-os szezonnál)
| 1957. január 27. |

| Ferencváros    | 3 – 0       | Haladás VSE |
| -------------- | ----------- | ----------- |
| Vilezsál Orosz | Jegyzőkönyv |             |

| Üllői út, Budapest |

| 1957. február 17. |

| Ferencváros                     | 5 – 0       | SZEAC |
| ------------------------------- | ----------- | ----- |
| Borsos Dékány Fenyvesi Vilezsál | Jegyzőkönyv |       |

| Üllői út, Budapest |

(folytatását lásd az 1958–1959-es szezonnál)

### Egyéb mérkőzések
| 1957. január 3. |

| Spartak Subotica | 0 – 1       | Ferencváros |
| ---------------- | ----------- | ----------- |
|                  | Jegyzőkönyv | Borsos      |

| Szabadka |

| 1957. február 24. |

| Slovan Bratislava | 1 – 2       | Ferencváros    |
| ----------------- | ----------- | -------------- |
|                   | Jegyzőkönyv | Fenyvesi Orosz |

| Pozsony |

| 1957. február 27. |

| Dynamo Slavia Praha | 3 – 3       | Ferencváros   |
| ------------------- | ----------- | ------------- |
|                     | Jegyzőkönyv | Kertész Orosz |

| Prága |

| 1957. március 10. |

| Malmö FF | 0 – 0               | Ferencváros |
| -------- | ------------------- | ----------- |
|          | (0 – 0) Jegyzőkönyv |             |

| Casablanca |

| 1957. március 14. |

| RSC Anderlecht | 0 – 0               | Ferencváros |
| -------------- | ------------------- | ----------- |
|                | (0 – 0) Jegyzőkönyv |             |

| Brüsszel |

| 1957. április 21. |

| Ferencváros | 1 – 0       | Partizan Beograd |
| ----------- | ----------- | ---------------- |
| Kertész     | Jegyzőkönyv |                  |

| Népstadion, Budapest |

| 1957. április 22. |

| Ferencváros | 1 – 0       | FK Vojvodina |
| ----------- | ----------- | ------------ |
| Bencsics    | Jegyzőkönyv |              |

| Népstadion, Budapest |

| 1957. április 30. |

| Ferencváros        | 3 – 2       | SpVgg Greuther Fürth |
| ------------------ | ----------- | -------------------- |
| Orosz Kertész Láng | Jegyzőkönyv |                      |

| Üllői út, Budapest |

## Külső hivatkozások
- A csapat hivatalos honlapja (magyarul)
- Az 1957-es szezon menetrendje a tempofradi.hu-n (magyarul)